# Cécilium
Le cécilium est un Instrument à vent à clavier originaire de Normandie. 
Il a été inventé, développé et breveté par Arthur Quentin de Gromard au XIXe siècle. Ce dernier, après avoir réorganisé en 1852 la musique municipale de la ville d'Eu, et fondé en 1857 une société philharmonique intitulée "La Cécilienne" s'est rendu compte qu'il lui manquait des instruments. Il crée alors le Cécilium, dédié à Sainte Cécile, patronne de la musique et consacre trente-cinq ans de sa vie à cet instrument. Il a la forme d'un violoncelle et se compose d'un clavier et d'un soufflet. Cet instrument n'a pas d'équivalent dans le monde. Il est fabriqué à partir d'essences locales : merisier, frêne et noyer. Environ 300 exemplaires ont été recensés dans le monde. On en trouve une quinzaine dans les musées européens, notamment à Bruxelles et à Milan, ainsi qu'un exemplaire au département Instruments de musique du prestigieux Metropolitan Museum of Art de New York. Un des virtuoses de l'instrument était Jules Turin, qui était en même temps professeur de violon au Conservatoire de Paris.
Le cécilium est distingué à l’Exposition Universelle de Paris par une mention honorable en 1867 et une médaille de bronze en 1878.
L'instrument se décline en ténor, ténor basse, soprano, basse et contrebasse.

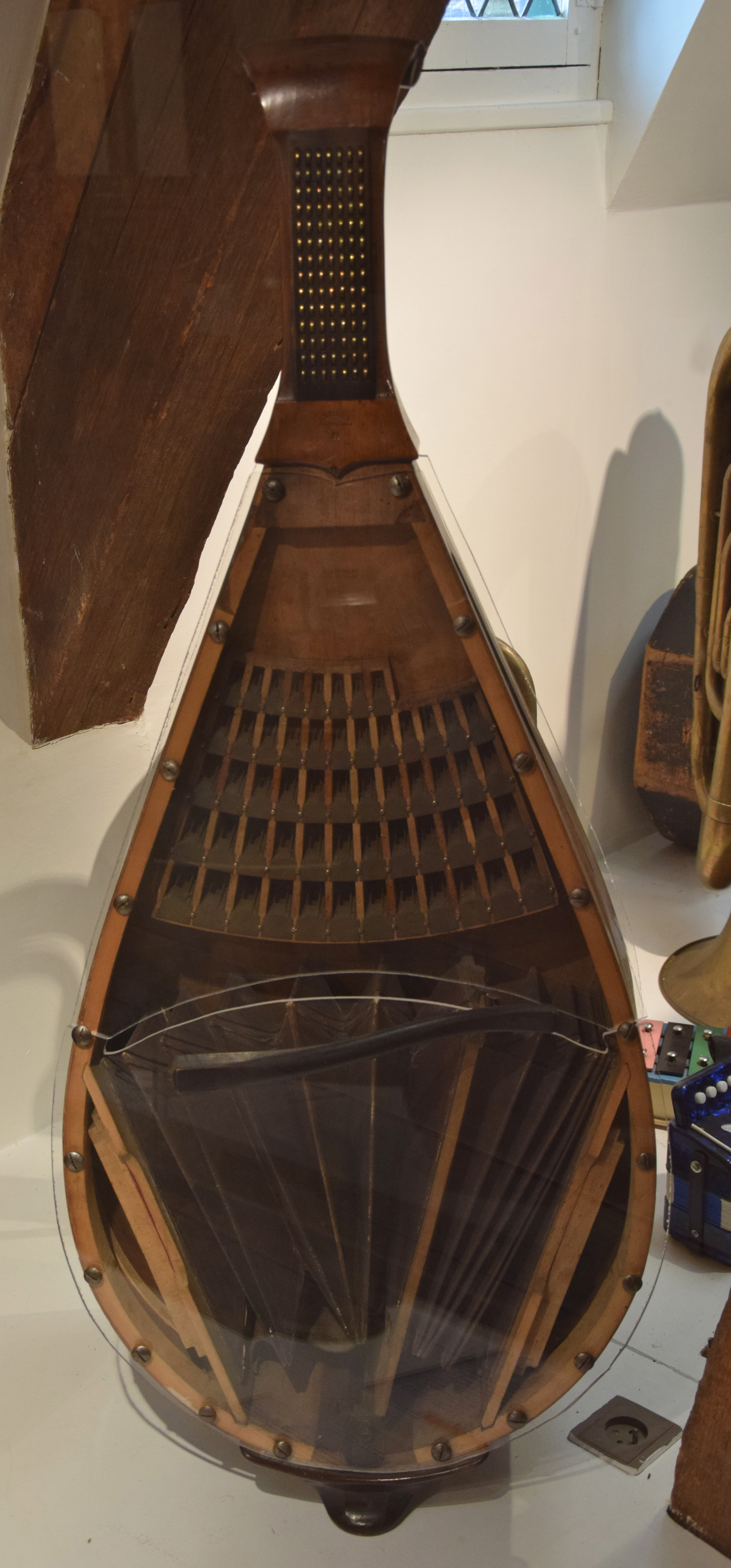
Intérieur d'un cécilium.
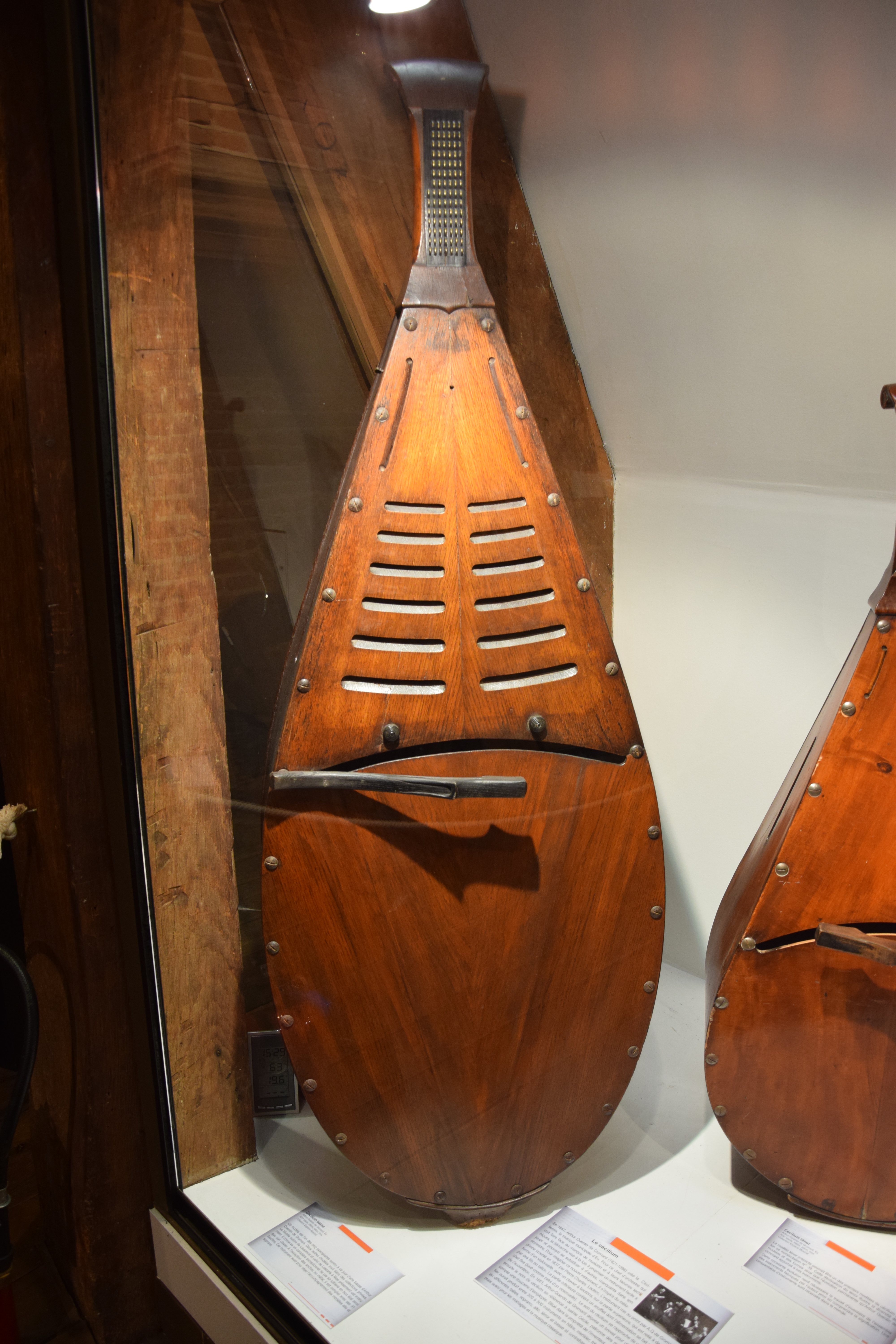
Cécilium basse.
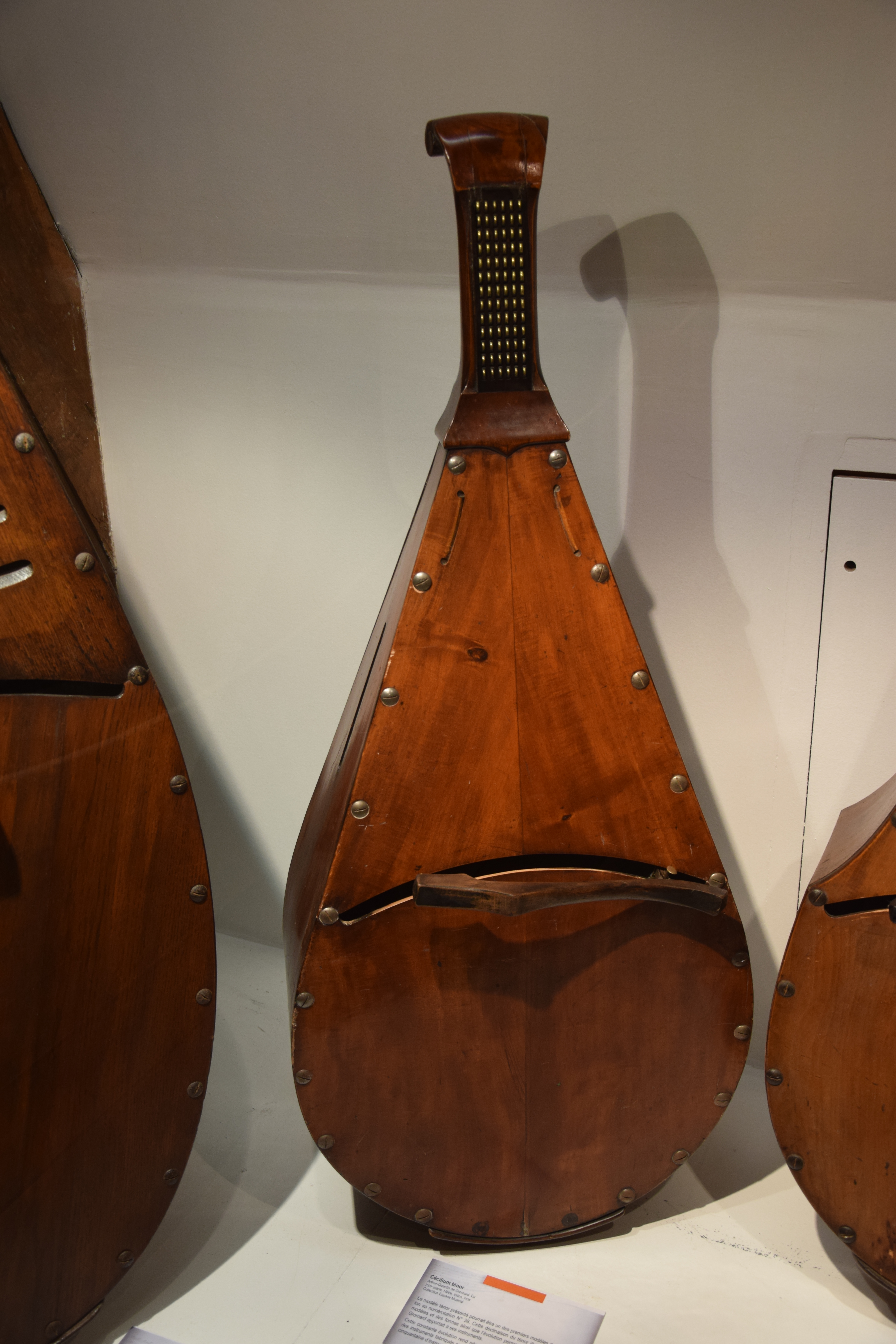
Cécilium tenor.

Le modèle ténor est composé d'un clavier de 6 rangées de 13 touches, soit 78 touches. Ces touches actionnent les anches de manière indépendante grâce à des clapets reliés par des fils de laiton. 
Le modèle basse est composé d'un clavier de 6 rangées de 14 touches plus une rangée de 7 touches, soit 91 touches.